# Jueu errant
El jueu errant és el nom d'un personatge llegendari que explica com un esperit d'un jueu vaga per Europa per expiar els seus pecats, concretament la burla de Jesús a la crucifixió, tot i que hi ha versions locals que difereixen en l'acusació, com ara no haver deixat deturar Jesús a casa seva camí del Calvari. Una altra visió del personatge creu que era un amic de Crist, podria ser Josep d'Arimatea, que erra pel món esperant la seva segona i definitiva vinguda (com a tal apareix a la crònica Flores Historiarum).
La llegenda està documentada des del segle xiii i diversos testimonis durant tota l'edat mitjana i moderna relaten trobades amb aquesta figura. A partir d'aquesta època alterna amb l'holandès errant, una derivació marítima amb un vaixell fantasma. El jueu errant predomina sobretot als països germànics i Anglaterra, però se'n troben mencions a documents de pràcticament tot Europa, inclosa Rússia. Com a figura del folklore popular ha inspirat diversos relats, entre els quals la novel·la homònima d'Eugène Sue que va donar lloc a una adaptació operística. Una llegenda catalana diu que era un sabater que, quan Jesús es va aturar davant la seva botiga camí del Calvari, no el va voler aidar, i Jesús el va condemnar a caminar sense poder-se deturar ni per menjar ni per dormir; cada set anys completa una volta al món. Es deia que, per satisfer les necessitats, sempre li apareixia a la butxaca una moneda de cinc sous, i que aquestes monedes tenien la virtut de tornar sempre a la butxaca del seu propietari, de manera que constituïen una font de riquesa inesgotable.
La figura ha estat usada com a símbol de la diàspora jueva (el jueu és rebutjat per totes les nacions i no té casa) i també, per ideologies oposades, com a icona de l'antisemitisme.